# Emil Vestenický
Emil Vestenický (* 17. Juli 1948 in Turá, Okres Levice, Tschechoslowakei) ist ein ehemaliger slowakischer General und Anführer der Landstreitkräfte. Er ist verheiratet, hat zwei Kinder.
Er hat u. a. an der Militärakademie des Generalstabs der UdSSR von 1988 bis 1990 studiert. Nachdem er in die Reserve übergegangen war, wurde er Politiker der Slowakischen Nationalpartei. Er wurde für die Legislaturperiode 2006–2010 des Nationalrates der Slowakischen Republik gewählt. Für die Europawahl 2009 wurde Emil Vestenický auf Listenplatz 8 seiner Partei gestuft und verfehlte damit den Einzug ins Parlament, da seine Partei nur ein Mandat errang.